# Oxylamia binigrovitticollis
Oxylamia binigrovitticollis là một loài bọ cánh cứng trong họ Cerambycidae.